# Florestal
Florestal is een gemeente in de Braziliaanse deelstaat Minas Gerais. De gemeente telt 6.152 inwoners (schatting 2009).

## Aangrenzende gemeenten
De gemeente grenst aan Esmeraldas, Juatuba en Pará de Minas.